# Eduardo Galeano

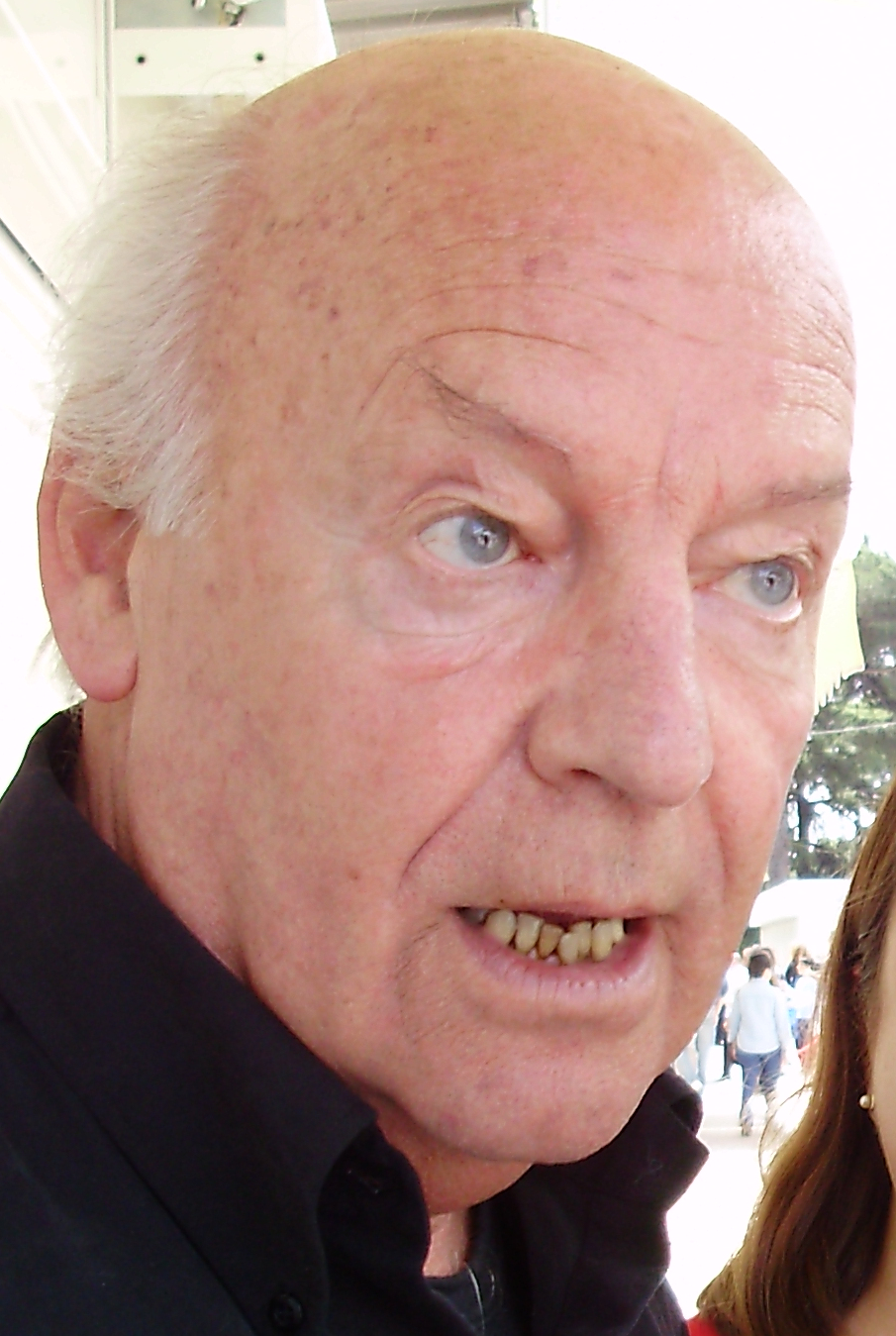
Eduardo Galeano

Eduardo Hughes Galeano n. 3 septembrie 1940, Montevideo, Departamentul Montevideo, Uruguay – d. 13 aprilie 2015, Montevideo, Departamentul Montevideo, Uruguay a fost un jurnalist și scriitor uruguayan.